# 松前邦廣
松前邦廣（日语：〔〕／ Matsumae Kunihiro，1705年—1743年5月31日），日本江戶時代中期的大名，松前藩第6代藩主。
松前邦廣是松前本廣的第六子，本廣是旗本松前忠廣（松前慶廣次子）的曾孫。1716年（享保元年），邦廣成為第5代藩主松前矩廣的養子，同年前往江戶謁見將軍德川家繼。1721年（享保6年），矩廣去世，由他繼任家督。1727年（享保12年），獲得幕府每五六年一次參勤交代的許可。
矩廣在職期間，家老與一門之間對立臺面化。邦廣在家老之外設立中老一職，由一門擔任，希望保持權力均衡，並建立政策執行體制。他試圖用政治基礎來推進財政的重建，使承包商與藩的關係極為密切。而商人社會角色的臃腫最終演變成藩與領地百姓的摩擦，引發漁民一揆、公訴濫行和阿伊努人的起義。
1743年（寬保3年）去世，時年39歲。其子資廣繼位。